# Lopra
Lopra és un poble de l'illa de Suðuroy, a les illes Fèroe. Forma part del municipi de Sumba. L'1 de gener del 2021 tenia 83 habitants.

## Geografia
La localitat està situada al sud de l'illa de Suðuroy. Es troba al fons del fiord de Lopra (Lopransfjørður), un grau del Vágsfjørður. Al sud del poble hi ha la boca nord del Sumbiartunnilin, el túnel que connecta l'illa amb les localitats que queden més al sud. El riu Lopransá travessa Lopra pel mig.
La zona anomenada Lopranseiði i l'illot de Lopransholmur són dos llocs d'una bellesa fantàstica situats a prop de Lopra. Des de Lopra cal anar cap a l'oest, cap a la zona anomenada Lopranseiði ("istme de Lopra" en català). Es tracta d'una franja de terra estreta que separa el Lopransfjørður de la costa sud-occidental de l'illa. Aquí hi ha un terreny de pendents suaus i esquitxat de petits estanys i cursos d'aigua. Un cop a la costa occidental, l'illot de Lopransholmur ressegueix amb les seves parets verticals i rectilínies els penya-segats occidentals de l'illa de Suðuroy.

## Història
El nom Lopra pot tenir l'origen en la paraula gaèlica lobar, que es tradueix en català com a "lepra". Per tant, es podria tractar d'un assentament prenòrdic d'eremites d'origen britànic dels segles VI al VIII dC. Tot i això, el lloc estava abandonat i no seria fins al 1834 que no es fundaria l'assentament actual.
Un vaixell neerlandès anomenat Westerbeek va naufragar a prop de Lopranseiði el 2 de setembre de 1742. 80 homes van sobreviure i 10 més hi van perdre la vida. Gairebé tots els supervivents van haver de viure a les illes Fèroe durant 9 mesos abans no van poder tornar als Països Baixos.
Lopra tenia una estació balenera. Es tractava d'un centre de tractament de la carn de balena que comprava els animals als baleners. La caça de balenes va ser una font d'ingressos important durant la primera meitat del segle xx. Caçaven els animals al voltant de les illes i després els remolcaven fins a les estacions baleneres feroeses. Tanmateix, la disminució del nombre de balenes va alentir-ne la indústria derivada i moltes d'aquestes estacions van acabar tancant. L'estació de Lopra va tancar el 1953.
Durant els anys 1980 i 1990 s'hi van fer perforacions per trobar petroli i gas, sense èxit.